# 脱欢 (斡剌纳儿氏)
脱欢（1292年—1328年），中国元朝官员，蒙古族斡剌纳儿氏，其父中书右丞相哈剌哈孙。
自幼好学，1307年，元武宗即位，以其父拥戴之功，入宿卫。后为太子宾客（太子即皇弟后来的元仁宗）。1311年，仁宗即位，任御史中丞，世袭答剌罕的称号，号称脱欢答剌罕。1313年，进封御史大夫。1316年，和御史大夫伯忽拯治台纲。元英宗时，历任江南行台御史大夫、江浙行省平章政事。1325年，任江浙行省左丞相，兼领行宣政院。奉命疏通吴淞江。1328年，和户部尚书李家奴等人议定修治盐官州海塘之方，不久在任上去世。

## 传記資料
- 《元史》卷136